# 青森県立弘前南高等学校大鰐校舎
青森県立弘前南高等学校大鰐校舎（あおもりけんりつ ひろさきみなみこうとうがっこう おおわにこうしゃ, Owani Branch of Aomori Prefectural Hirosakiminami High School）は、青森県南津軽郡大鰐町に所在した公立の高等学校。（分校）2013年（平成25年）3月に閉校した。

## 所在地
- 〒038-0221 青森県南津軽郡大鰐町大字虹貝字中熊沢10-4

## 沿革
- 1981年（昭和56年）4月1日 - 「青森県立弘前南高等学校大鰐分校」が設置される。
- 1983年（昭和58年）4月1日 - 「青森県立大鰐高等学校」として分離・独立。
- 1987年（昭和62年）1月 - 生徒会館「誠心館」が完成。
- 1989年（平成元年）4月 - 新制服を制定。
- 1993年（平成5年）4月1日 - 普通科に普通コースと情報コースを設置。
- 1998年（平成10年）2月 - 全国高校スキー大会の女子総合部門で優勝。
- 2002年（平成14年）4月1日 - 2期制を実施。
- 2003年（平成15年）2月 - 第5回アジア冬季競技大会スキー競技で全校をあげてサポートを行う。
- 2005年（平成17年）4月1日 - この時の入学生から1クラスとなる。
- 2006年（平成18年）10月 - トリノ冬季オリンピック出場記念碑を建立。生徒会館「誠心館」を改築。
- 2007年（平成19年）4月1日 - 統合により、「青森県立弘前南高等学校大鰐校舎」となる。
- 2011年（平成23年）4月 - 生徒募集停止。
- 2013年（平成25年）3月31日 - 閉校。32年の歴史に幕を閉じる。

## 著名な出身者
- 福田修子